# Filippo IV di Waldeck
Filippo IV di Waldeck (Bad Wildungen, 1493 – Waldeck, 30 novembre 1574) fu conte di Waldeck-Wildungen dal 1513 al 1574. Nel 1526 lui e suo zio Filippo III di Waldeck-Eisenberg portarono la riforma luterana nella contea di Waldeck.

## Sfondo
Filippo nacque nel castello di Friedrichstein ad Alt-Wildungen (ora parte di Bad Wildungen) ed era figlio del conte Enrico VIII di Waldeck e di sua moglie Anastasia di Runkel. Nel 1513, successe a suo padre come sovrano della parte su della contea di Waldeck, governando per 61 anni, divenendo il più longevo fra tutti i conti e princi di Waldeck. Fino al 1512, fu noto come Filippo il Giovane; dal 1512 fino al novembre 1524 come Filippo il Medio e successivamente come Filippo il Vecchio.

## Riforma
Filippo trascorse la sua gioventù a Vianden (in Lussemburgo), dove suo padre era governatore ed in seguito trascorse qualche tempo alla corte reale francese. Conobbe la sua prima moglie, Margherita della Frisia orientale alla Dieta di Worms nel 1521. Lì, conobbe anche Martin Luther divenendo un seguace dei suoi insegnamenti. Già nel 1525, la stragrande maggioranza della popolazione di Waldeck e del nord Assia si era convertita al luteranesimo e nel Waldeck un ordine dal conte Filippo e da suo zio, Filippo III specificamente ordinava sermoni protestanti. Filippo invitò Johann Hefentreger, che era stato espulso da Fritzlar nell'Elettorato di Magonza, per un sermone di prova a Bad Wildungen, che Johann tenne il 29 aprile 1526. L'esperimento fu un successe e Filippo e suo zio nominarono Johann pastore cittadino a Bad Wildungen. Johann tenne il suo sermone inaugurale il 17 giugno 1526. Il 26 giugno 1526, Johann svolse una funzione luterana nella chiesa cittadina di Waldeck e introdusse così ufficialmente il luteranesimo nella contea, quattro mesi prima il langravio Filippo I d'Assia introdusse la riforma nella vicina Assia al sinodo di Homberg. Nello stesso anno, Filippo e suo cugino Volrado II di Waldeck-Eisenburg, seguendo i consigli del riformatore Adam Kraft, fondarono la chiesa di stato luterana di Waldeck nel monastero di Volkhardinghausen.
Johann Hefentreger fu nominato visitator e successivamente implementò l'ordine dei due conti per sciogliere i monasteri, seguendo l'esempio dell'Assia. I monasteri furono sciolti a Berich, Flechtdorf, Netze, Ober-Werbe, Schaaken e Volkhardinghausen, ma con la riserva che sarebbero rimasti aperti fino alla morte dell'ultimo residente spirituale. Gli introiti dei monasteri secolarizzati furono usati per fondare fondazioni di beneficenza e nel 1578 come base per il primo ginnasio della contea, la Alte Landesschule a Korbach.

## Morte
Filippo morì nel castello di Waldeck, la dimora ancestrale della famiglia. Fu sepolto il 4 dicembre 1574 cripta sepolcrale di famiglia della cappella di San Nicola nel monastero di Marienthal a Netze (ora parte della città di Waldeck. Filippo fu succeduto come conte di Waldeck-Wildungen da suo figlio Daniele.

## Matrimonio e figli
Filippo si sposò tre volte.
Il 17 febbraio 1523 a Emden, sposò Margherita (1500-1537), una figlia del conte Edzardo I della Frisia orientale e della contessa Elisabetta di Rietberg. Ebbero i seguenti figli:
- Ernesto (1523 or 1524; died: 1527)
- Elisabetta (10 dicembre 1525 - 30 marzo 1543),

sposò nel 1542 il conte Reinardo di Isenburg-Büdingen zu Birstein (1518-1568)
- Samuele (2 maggio 1528-6 gennaio 1570),

sposò l'8 ottobre 1554 Anna Maria (1538–1583), figlia del conte Enrico XXXII of Schwarzburg-Blankenburg.
- Daniele, conte di Waldeck-Wildungen (1 agosto 1530 - 7 giugno 1577); successore di Filippo come conte regnante di Waldeck-Wildungen

sposò l'11 novembre 1568 Barbara d'Assia (1536–1597), figlia del langravio Filippo I d'Assia e vedova del duca Giorgio I di Württemberg-Mömpelgard
- Enrico IX, conte di Waldeck-Wildungen (10 dicembre 1531-3 ottobre 1577),

sposò il 19 dicembre 1563 Anna di Viermund (morta il 17 aprile 1599)
- Margherita (1533-1554)
- Federico (1534-1557)
- Anastasia (1536-1561)
- Esther (nata e morta nel 1537)

Il suo secondo matrimonio, avvenuto nel 1539 fu con Caterina di Hatzfeld (morta il 30 aprile 1546), rimasto senza figli.
Il 6 ottobre 1554, sposò la sua terza moglie Jutta di Isenburg-Grenzau (morta il 28 luglio 1564). Da lei ebbe i seguenti figli:
- Elisabetta (1555-6 dicembre 1569)
- Maddalena (9 settembre 1558-agosto 1599),

sposò il 5 febbraio 1576 il conte Filippo Luigi I di Hanau-Münzenberg (1553–1580)
il 9 dicembre 1581 il conte Giovanni VII di Nassau-Siegen (1561–1623)

## Ascendenza
|                                     |   |                                        | Genitori              |  |  | Nonni |  |  | Bisnonni             |  |  | Trisnonni             |  |
|                                     |   |                                        |                       |  |  |       |  |  | Volrado I di Waldeck |  |  | Enrico VII di Waldeck |  |
|                                     |   |                                        |                       |  |  |       |  |  | Volrado I di Waldeck |  |  | Enrico VII di Waldeck |  |
|                                     |   | Margherita di Nassau-Wiesbaden-Idstein |                       |  |  |       |  |  | Volrado I di Waldeck |  |  |                       |  |
| Filippo I, conte di Waldeck-Waldeck |   |                                        |                       |  |  |       |  |  | Volrado I di Waldeck |  |  |                       |  |
|                                     |   | Barbara di Wertheim                    | Michele I di Wertheim |  |  |       |  |  |                      |  |  |                       |  |
|                                     |   | Barbara di Wertheim                    | Michele I di Wertheim |  |  |       |  |  |                      |  |  |                       |  |
|                                     |   | Barbara di Wertheim                    | …                     |  |  |       |  |  |                      |  |  |                       |  |
| Enrico VIII di Waldeck              |   | Barbara di Wertheim                    |                       |  |  |       |  |  |                      |  |  |                       |  |
|                                     |   | Giovanni IV di Nassau                  | …                     |  |  |       |  |  |                      |  |  |                       |  |
|                                     |   | Giovanni IV di Nassau                  | …                     |  |  |       |  |  |                      |  |  |                       |  |
|                                     |   | Giovanni IV di Nassau                  | …                     |  |  |       |  |  |                      |  |  |                       |  |
| Giovanna di Nassau-Dillenburg       |   | Giovanni IV di Nassau                  |                       |  |  |       |  |  |                      |  |  |                       |  |
|                                     |   | Maria di Loon-Dillenburg               | …                     |  |  |       |  |  |                      |  |  |                       |  |
|                                     |   | Maria di Loon-Dillenburg               | …                     |  |  |       |  |  |                      |  |  |                       |  |
|                                     |   | Maria di Loon-Dillenburg               | …                     |  |  |       |  |  |                      |  |  |                       |  |
| Filippo IV di Waldeck               |   | Maria di Loon-Dillenburg               |                       |  |  |       |  |  |                      |  |  |                       |  |
|                                     | … | …                                      |                       |  |  |       |  |  |                      |  |  |                       |  |
|                                     | … | …                                      |                       |  |  |       |  |  |                      |  |  |                       |  |
|                                     | … | …                                      |                       |  |  |       |  |  |                      |  |  |                       |  |
| Guglielmo II, signore di Runkel     | … |                                        |                       |  |  |       |  |  |                      |  |  |                       |  |
|                                     |   | …                                      | …                     |  |  |       |  |  |                      |  |  |                       |  |
|                                     |   | …                                      | …                     |  |  |       |  |  |                      |  |  |                       |  |
|                                     |   | …                                      | …                     |  |  |       |  |  |                      |  |  |                       |  |
| Anastasia di Runkel                 |   | …                                      |                       |  |  |       |  |  |                      |  |  |                       |  |
|                                     |   | …                                      | …                     |  |  |       |  |  |                      |  |  |                       |  |
|                                     |   | …                                      | …                     |  |  |       |  |  |                      |  |  |                       |  |
|                                     |   | …                                      | …                     |  |  |       |  |  |                      |  |  |                       |  |
| Ermengarda di Rollingen             |   | …                                      |                       |  |  |       |  |  |                      |  |  |                       |  |
|                                     |   | …                                      | …                     |  |  |       |  |  |                      |  |  |                       |  |
|                                     |   | …                                      | …                     |  |  |       |  |  |                      |  |  |                       |  |
|                                     |   | …                                      | …                     |  |  |       |  |  |                      |  |  |                       |  |
|                                     |   | …                                      |                       |  |  |       |  |  |                      |  |  |                       |  |